# Ashley (Cambridgeshire)
Ashley – wieś w Anglii, w hrabstwie Cambridgeshire, w dystrykcie East Cambridgeshire. Leży 24 km na wschód od miasta Cambridge i 90 km na północny wschód od Londynu.